# 威洛萊克鎮區 (明尼蘇達州雷德伍德縣)
威洛萊克鎮區（英語：Willow Lake Township）是位於美國明尼蘇達州雷德伍德縣的一個行政鎮區。

## 地方資料
威洛萊克鎮區的面積為93.31平方千米，當中陸地面積為92.83平方千米，而水域面積為0.48平方千米。根據2020年美國人口普查的數據，當地共有人口208人，而人口密度為每平方千米2.23人。